# Йодловиці
Йодловиці (пол. Jodłowice) — село в Польщі, у гміні Бжег-Дольний Воловського повіту Нижньосілезького воєводства.
Населення — 169 осіб (2011).

## Демографія
Демографічна структура станом на 31 березня 2011 року:
|          | Загалом | Допрацездатний вік | Працездатний вік | Постпрацездатний вік |
| -------- | ------- | ------------------ | ---------------- | -------------------- |
| Чоловіки | 84      | 7                  | 69               | 8                    |
| Жінки    | 85      | 21                 | 42               | 22                   |
| Разом    | 169     | 28                 | 111              | 30                   |